# Дом, который стрелял
«Дом, который стрелял» (арм. Տունը, որը կրակել է) — первый в истории художественный фильм непризнанной Нагорно-Карабахской республики. Фильм является первой картиной из в цикла художественных фильмов, повествующих о Первой карабахской войне. Фильм снят по мотивам одноимённого рассказа Ашота Бегларяна, согласно которому основан на реальных фактах.

## О фильме

Кадр из фильма

В 2009 году на свет появился короткометражный художественный фильм военной тематики «Дом, который стрелял», его продолжительность составляет 20 минут. Режиссёром, продюсером и оператором фильма является Георгий Газарян на протяжении многих лет работавший фотокорреспондентом и тележурналистом, режиссёром-документалистом и фронтовым оператором, создавшим и возглавившим «Лигу фронтовых журналистов НКР». Фильм снят при поддержке Министерства обороны непризнанной Нагорно-Карабахской республики, техническую поддержку оказало Общественное телевидение НКР, а финансовую — предприниматель Карен Багдасаров
Основой для сценария послужил одноименный рассказ армянского писателя и журналиста, участника карабахской войны, корреспондента REGNUM в Степанакерте Ашота Бегларяна и повествует о реальном эпизоде Первой карабахской войны и «героизме пожилого человека, защищающего свой дом». События, представленные в фильме, произошли в 1992 году в селе Кичан Нагорного Карабаха. Главную роль в фильме сыграл участник карабахской войны, актёр Степанакертского драматического театра имени Ваграма Папазяна Мартин Алоян.
Согласно журналу «Арцах» издаваемому в Москве при постоянном представительстве НКР, планируется, что первый показ фильма состоится в воинской части, военнослужащие которой принимали активное участие в съёмках фильма, после состоится презентация и общественный показ в Степанакерте (Ханкенди). Также планируется представить фильм на кинофестиваль «Золотой абрикос».

## Сюжет
Летом 1992-го на севере Нагорного Карабаха шли ожесточённые бои. Прорвав оборону армянских военных, азербайджанцы вошли в село Кичан. Женщины с детьми и старики, спасаясь, оставляют родные места, за ними последовал и отряд самообороны села, который отступил в лес.  Отступили все, кроме 82-летнего старика, который, вооружившись одноствольным ружьём и расположившись на крыше своего родного дома, готовился воспрепятствовать захвату родного села. Когда в село вошли азербайджанские войска, старик дал им бой, но не смог ничего сделать, последние, отчаявшись взять дом штурмом, подожгли дом вместе с ним, однако старик выжил.

## Интересные сведения
Съёмки фильма были организованы в селе Храморт (Пирлар) Нагорного Карабаха и продлились два месяца.